# Melanargia xantonica
Melanargia xantonica är en fjärilsart som beskrevs av Varin 1948. Melanargia xantonica ingår i släktet Melanargia och familjen praktfjärilar. Inga underarter finns listade i Catalogue of Life.